# Myonia priverna
Myonia priverna är en fjärilsart som beskrevs av Pieter Cramer 1777. Myonia priverna ingår i släktet Myonia och familjen tandspinnare. Inga underarter finns listade i Catalogue of Life.